# Silit
Die Silit-Werke GmbH & Co. KG sind ein deutscher Hersteller von Kochgeschirr mit Sitz in Riedlingen an der Donau. Das Unternehmen ist Teil der WMF Group. Seit 2016 ist das Unternehmen eine reine Produktionsgesellschaft.

## Unternehmensgeschichte WMF-Silit

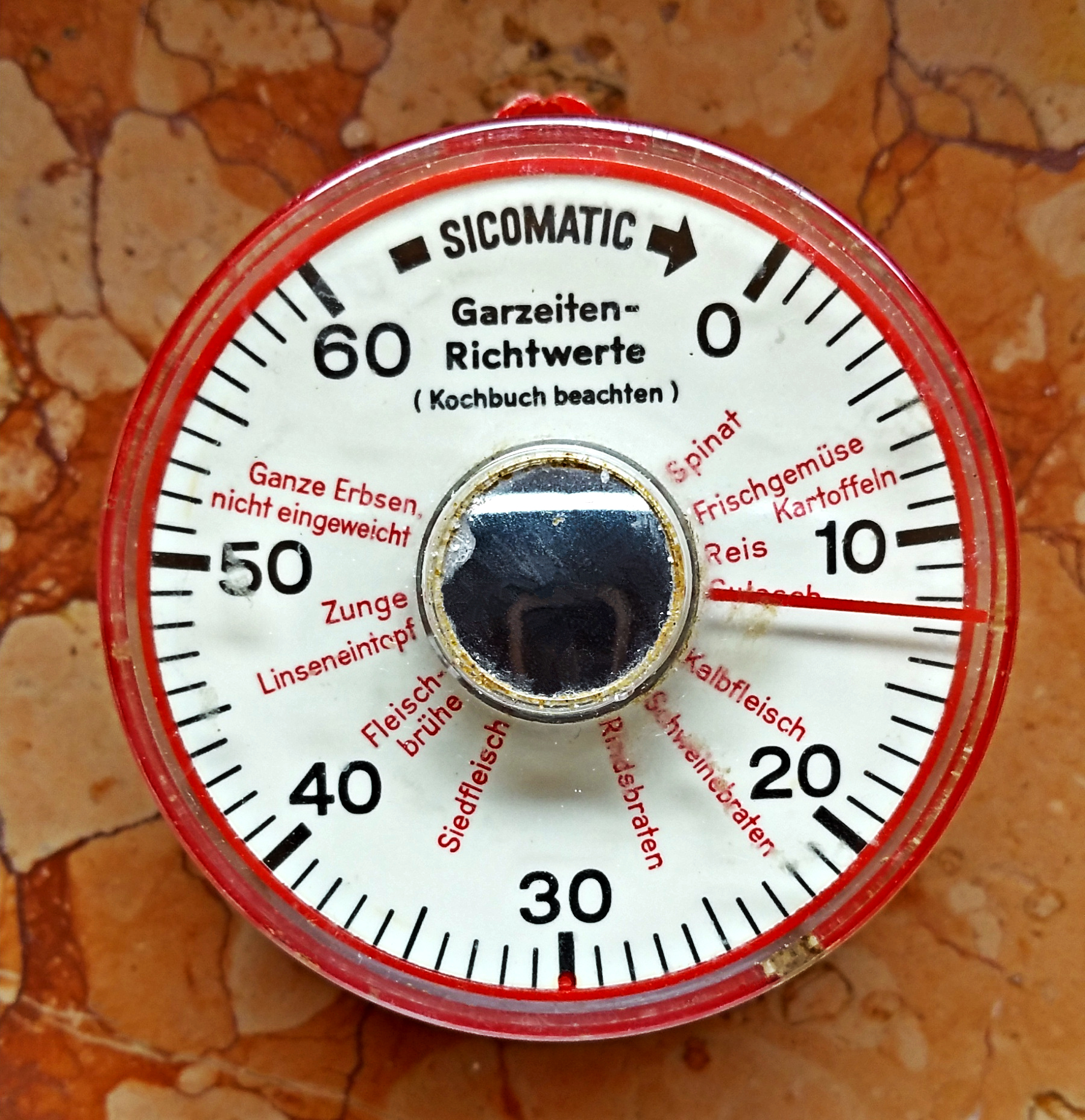
Kurzzeitwecker SicoMatic 1970er

Um nach dem Ende des Ersten Weltkrieges trotz Rohstoffmangels ein marktfähiges Produkt zu fertigen, begann die WMF mit der Herstellung von Alu- und Stahlbrätern. Diese erste Topfproduktion war der Beginn für den 1920 entwickelten Silit-Stahltopf. Eigene produktorientierte Vertreter wurden für diese eigenständige Produktgruppe eingesetzt und nicht mehr der bis dahin gebräuchliche „Reisende für alles“. Während des Zweiten Weltkriegs wurden spätestens 1942 alle Fertigungen, die nicht Rüstungszwecken dienten, eingestellt; nur die Silitfertigung ging weiter. 1956 wurde die komplette Silit-Produktion in ein neu errichtetes Zweigwerk in Riedlingen umgesiedelt. 1960 wurde die Emailschmelzanlage auf den modernsten Stand gebracht und WMF beschloss, das Werk zu einer selbständigen Gesellschaft umzubauen. Da man glaubte, dass Silit als eigenständiger Betrieb besser auf dem Markt der emaillierten Töpfe konkurrieren könne, wurde die Gesellschaft 1964 verkauft. Im Jahre 1966 wurde das Unternehmen in Oberschwäbische Metallwarenfabrik (OMF) umfirmiert; nach zehn Jahren kehrte man zur vorigen Firma zurück. Nach wirtschaftlichen Schwierigkeiten wurde das Unternehmen 1998 wieder von WMF übernommen.

## Produktgeschichte WMF-Silit
- 1920: Universalkochgeschirre Silitstahl  aus Siemens-Martin-Stahl
- 1927: Schnellkochtopf „Siko“, Markenname: Sicomatic
- 1962: Emailpfanne mit Antihaftwirkung
- 1975: Sicomatic-S, der erste Schnellkochtopf der Welt mit Kochregler im Griff
- 1989: Funktionskeramik Silargan
- 2008: CeraProtect, die erste rein mineralische Pfannenbeschichtung
- 2010: Pastatopf Vitaliano mit Überkochschutz[4]